# آنا كروبر
آنا كروبر (بالإنجليزية: Anna Cropper)‏ هي ممثلة بريطانية، ولدت في 13 مايو 1938 في Brierfield, Lancashire ‏ في المملكة المتحدة، وتوفيت في 22 يناير 2007 في Tangmere ‏ في المملكة المتحدة.

## وصلات خارجية
- آنا كروبر على موقع IMDb (الإنجليزية)
- آنا كروبر على موقع ميوزك برينز (الإنجليزية)
- آنا كروبر على موقع قاعدة بيانات الفيلم (الإنجليزية)